# Сальников, Александр Максимович
Александр Максимович Сальников (26 августа 1898, Токмак, Семиреченская область — февраль 1985, Минск) — советский военачальник. Полковник (1943). Кавалер орденов Красного Знамени РСФСР (1923, 1924).

## Биография
Александр Сальников родился 26 августа 1898 года в рабочей семье в селе Токмак Токмакского участка Пишпекского уезда Семиреченской области Степного генерал-губернаторства, ныне город областного подчинения Чуйской области Киргизской Республики. Русский. Отец железнодорожный рабочий, убит басмачами в 1920 году, мать — пропала без вести.
В 1915 году окончил 4-классное городское училище в городе Аулие-Ата. В 1915 году сдал экстерном за 6 классов гимназии в городе Ташкенте.

### Первая мировая война
В Первую мировую войну добровольно поступил на военную службу 18 сентября 1915 года и был зачислен в 104-й пехотный запасный полк в г. Оренбург.
В апреле 1916 года командирован в Оренбургскую школу прапорщиков. 5 сентября окончил обучение и был направлен младшим офицером в 139-й пехотный запасный полк в г. Шадринск.
В ноябре убыл на фронт в 23-ю пехотную дивизию, где служил командиром взвода в 90-м пехотном Онежском полку. Воевал с ним на Юго-Западном и Румынском фронтах.
После Октябрьской революции 1917 г. поручик А. М. Сальников был избран командиром батальона и членом полкового комитета.

### Гражданская война
В феврале 1918 года 90-й пехотный Онежский полк с боями вышел из пределов Румынии и уже как красногвардейский отряд участвовал в боях против гайдамаков и германских войск в районах Киева и Белой Церкви. В этом отряде А. М. Сальников занимал должность командира роты.
В марте 1918 года из-за открывшейся раны и обморожения направлен в госпиталь. После излечения был признан не годным к военной службе. После этого работал в Брянском городском продовольственном комитете.
В октябре 1918 года выехал в Ташкент, по дороге был задержан в городе Самаре. После медицинского переосвидетельствования 28 октября зачислен в кадры Рабоче-крестьянской Красной Армии и направлен в штаб 1-й армии, где проходил службу делопроизводителем и адъютантом в Управлении начальника снабжения.
В июне 1920 года направлен в распоряжение штаба 5-й армии, в августе назначен помощником начальника строевой части Киргизского краевого военкомата. В декабре откомандирован командиром взвода на Киргизские краевые командные курсы.
После их расформирования в июле 1921 года по личной просьбе направлен в распоряжение штаба Туркестанского фронта, где был назначен в 16-й Туркестанский стрелковый полк. В его составе проходил службу в должностях командира роты и врид командира 3-го батальона, адъютанта полка, начальника конной разведки. Начальник конной разведки 16-го стрелкового Тобольского полка 9 августа 1922 года взял кишлак Окчи, занятый 200 басмачами; награждён орденом Красного Знамени РСФСР.
С сентября 1922 года служил в 6-м Туркестанском стрелковом полку, исполняя должности командира роты, помощника начальника штаба по оперативной части, помощника командира и командира батальона. В составе этих частей с августа 1921 по февраль 1924 года принимал участие в боях с басмачеством на Ферганском фронте, в Андижанском, Скобелевском (бывш. Маргеланском) и Ошском уездах, командовал боевыми участками, истребительными и летучими отрядами 16-го Тобольского стрелкового полка. Помощник командира батальона 6-го стрелкового полка за бои с 20 октября по 5 ноября 1923 года в районе Аравино-Булак-Башинского участка награждён орденом Красного Знамени РСФСР.

### Межвоенное время
С ноября 1924 года А. М. Сальников — младший помощник начальника оперативной части штаба 2-й Туркестанской стрелковой дивизии в городе Коканде.
С 8 сентября 1925 года — слушатель на Туркестанских курсах востоковедения.
В сентябре 1928 года окончил их и был назначен начальником строевого отделения штаба отдельной Узбекской сводной бригады в городе Самарканде.
В апреле - июне 1931 года служил начальником штаба бригады, которая участвовала в боях против Ибрагим-бека в Таджикской ССР и Узбекской ССР.
С июня 1931 года - начальник штаба 10-го горнострелкового полка в г. Керки Туркменской ССР.
С ноября 1931 по январь 1937 года состоял в резерве Рабоче-крестьянской Красной Армии.
Работал преподавателем военных дисциплин Северо-Кавказского института инженеров-механиков социалистического земледелия (г.Зерноград, ныне Ростовская область).С марта 1933 года — начальник отдела обороны Среднеазиатского управления гидрометеорологической службы. (г.Ташкент).
4 января 1937 года уволен в запас.

### Великая Отечественная война
В начале Великой Отечественной войны, в сентябре 1941 года капитан А. М. Сальников был призван в Рабоче-крестьянскую Красную Армию из запаса Ташкентским ГВК и назначен начальником штаба 1268-го стрелкового полка 385-й стрелковой дивизии, формировавшейся в городе Фрунзе Среднеазиатского военного округа.
В ноябре дивизия была передислоцирована в г. Саратов в состав 61-й резервной армии. В середине декабря она вошла в подчинение 1-го особого стрелкового корпуса, по железной дороге переброшена в г. Подольск, где 27 декабря вошла в 24-ю армию Московской зоны обороны.
С 22 января 1942 года дивизия включена в 10-ю армию Западного фронта и с 9 февраля участвовала в Ржевско-Вяземской наступательной операции, вела бои южнее города Киров Калужской области.
В апреле 1942 года стал кандидатом в члены ВКП(б), принят партийной комиссией 385-й стрелковой дивизии. В  августе 1942 годе вступил в ВКП(б), в 1952 году партия переименована в КПСС. Принят партийной комиссией 385-й стрелковой дивизии.
С 14 апреля 1942 года А. М. Сальников вступил в командование 1268-м стрелковым полком. В конце июня дивизия вошла в подчинение 16-й армии Западного фронта и в июле вела наступательные бои, имея задачу овладеть станцией Людиново, однако успеха не имела.
Как командир полка А. М. Сальников имел самые хорошие характеристики. Особо полк отличился в оборонительных боях под Прасоловкой. Несмотря на трудности условий, находясь в окопах с водой, отбил многочисленные атаки противника, нанеся ему большие потери. В период с 15 апреля по 25 мая, подполковник А. М. Сальников заново перестроил систему обороны участка полка. Создал 3 линии траншей протяжением 41 км, установил перед передним краем сплошные противотанковые и противопехотные заграждения. Оборона полка считалась лучшей в дивизии.
В мае — июне 1943 года провел полком две успешные разведки боем с захватом пленных и уничтожением живой силы и техники противника. 16—18 июля полк прорвал оборону противника и вклинился до 1,5 км в глубину. В результате были вскрыты система обороны противника на важнейшем направлении, наличие у него резервов и огневая система.
6 августа 1943 года подполковник А. М. Сальников допущен к исполнению должности заместителя командира 290-й стрелковой дивизии и в составе 49-й армии участвовал с ней в Спас-Деменской наступательной операции. В этой должности имел положительные отзывы командования.
Однако при подготовке Белорусской наступательной операции, будучи ответственным за проведение учений с боевой стрельбой, полковник А. М. Сальников допустил обстрел из 120-мм миномётов находившегося на марше 1-го батальона 113-го стрелкового полка 32-й стрелковой дивизии. В результате было убито 5 и ранено 26 человек. 16 июня он был арестован и предан суду. Военным трибуналом 2-го Белорусского фронта в заседании от 20 июня осужден по ст. 193.17, п. «а» Уголовного кодекса РСФСР к 10 годам ИТЛ с отправкой на фронт. Определением военного трибунала от 30 июня за проявленные боевые заслуги освобожден от наказания и в соответствии с Указом ПВС СССР от 26 февраля 1943 г. признан не имеющим судимости.
В период Белорусской наступательной операции находился в распоряжении 49-й армии, продолжая выполнять обязанности заместителя командира 290-й стрелковой дивизии.
С января 1945 года полковник А. М. Сальников вместе с дивизией в составе 3-й армии 2-го Белорусского, а с марта 1945 г. — 3-го Белорусского фронтов участвовал в Восточно-Прусской и Берлинской наступательных операциях.
В период с 22 по 24 января временно командовал дивизией, непосредственно находился в боевых порядках полков на наиболее ответственных направлениях.

### Послевоенная биография
После войны продолжал служить в 290-й стрелковой Могилевской Краснознаменной орденов Суворова и Кутузова дивизии.
С июля 1946 года исполнял должность заместителя командира 129-й стрелковой Орловской Краснознаменной ордена Кутузова дивизии, Белорусский военный округ.
10 июня 1947 года уволен в запас.
С июня 1947 по ноябрь 1963 года пенсионер, проживал в городе Бобруйске Бобруйской области (с 1954 года Могилёвской области) Белорусской ССР.
С ноября 1963 по февраль 1985 года проживал в городе Минске Минской области Белорусской ССР, ныне город — столица Республики Беларусь.
Александр Максимович Сальников умер в феврале 1985 года. Партийные документы погашены Центральным райкомом коммунисьтческой партии Белоруссии г. Минска.

## Чины, звания
- Нижний чин с 1916 г.
- Прапорщик с 1917 года
- Капитан (1938 г. НКО №75/З)
- Подполковник (3.11.1942 г. НКО №06749)
- Полковник (21.8.1943 г. НКО №03577)

## Награды
- Орден Ленина[1]
- Орден Красного Знамени, четырежды: № 8316, 20 февраля 1923 года[2]; № 355 «2», 14 октября 1924 года[3]; № 143089, 3 ноября 1944 года[4]; № 190270, 15 февраля 1945 года[5]
- Орден Отечественной войны I степени № 90870, 14 сентября 1944 года[6]
- Орден Отечественной войны II степени № 7749, 12 марта 1943 года[7]
- Орден Красной Звезды[8]
- Медаль «За оборону Москвы», 1944 год[9][10]
- Медаль «За победу над Германией в Великой Отечественной войне 1941—1945 гг.», 1945 г.[11]
- Медаль «За взятие Кёнигсберга»
- Медаль «За взятие Берлина»
- Юбилейная медаль «Двадцать лет Победы в Великой Отечественной войне 1941—1945 гг.», 1965 год
- Юбилейная медаль «Тридцать лет Победы в Великой Отечественной войне 1941—1945 гг.», 1975 год.
- Юбилейная медаль «60 лет Вооружённых Сил СССР», 1978 год

## Память
- Его имя увековечено в Главном Храме Вооружённых сил России, и навсегда запечатлено на мемориале «Дорога Памяти».
- На могиле установлен надгробный памятник.

## Семья
- Отец железнодорожный рабочий, убит басмачами в 1920 г.,
- Мать - пропала без вести.